# Prasinocyma semicincta
Prasinocyma semicincta là một loài bướm đêm trong họ Geometridae.